# Molina di Ledro
Pour les articles homonymes, voir Molina.
Molina di Ledro est une ancienne commune italienne, maintenant une frazione de Ledro, dans la province autonome de Trente dans la région du Trentin-Haut-Adige dans le nord-est de l'Italie. 
Le 1er janvier 2010, Molina di Ledro a fusionné avec cinq commune voisines (Bezzecca, Pieve di Ledro, Concei, Tiarno di Sopra et Tiarno di Sotto) pour former la nouvelle commune de Ledro, à la suite du référendum du 30 novembre 2008,, dont les résultats ont été officialisés dans la loi N° 1/2009 du 13 mars 2009 de la région Trentin-Haut-Adige.